# شاخه طوبی (مجموعه تلویزیونی)
شاخه طوبی نام یک جُنگ تلویزیونی به کارگردانی مهدی علی‌احمدی است که سری اول آن در ۲۶ قسمت در سال ۱۳۶۷ ساخته شد و از شبکه ۱ پخش گردید. پس از آن و تا سال ۱۳۷۳، سه سری دیگر (در مجموع ۷۸ قسمت ۴۵ دقیقه‌ای) از این برنامه تهیه و پخش شد.

## خلاصه داستان
این برنامه از قسمت‌های گوناگون، شامل «خواندن قطعات کوتاه ادبی از متون کهن پارسی»، «شعرخوانی» (با صدا و اجرای غلامعلی امیرنوری)، «موسیقی سنتی»، «پخش تصاویر آثار هنری نظیر نقاشی و خطاطی و منبت‌کاری» و «بخش‌های نمایشی کوتاه» تشکیل شده بود.

## بازیگران و عوامل تولید
مدیر تولید حمید آفتاب آذری
طراح صحنه محسن صانعی
دستیار کارگردان و گرافیست نیلوفر سراجی
طراح لباس پروانه قاسمیان
کارگردان تلویزیونی اسد الله ایمن، احمد قربانی

### بازیگران
- ثریا قاسمی
- حسین پناهی
- هوشنگ توکلی
- حسین محب‌اهری
- حسن دادشکر[۱]
- غلامحسین بهمنیار
- رضا خندان
- فرحناز منافی ظاهر
- اکبر رحمتی[۳]
- مریم معترف
- اسدالله منجزی
- محمد کدخدایی